# 春になるとウズウズしちゃう
『春になるとウズウズしちゃう』（はるになるとウズウズしちゃう） は、藤村歩実による日本の漫画作品。『月刊ビッグガンガン』（スクウェア・エニックス）にて2011年Vol.01から2014年Vol.03まで連載された。

## 登場人物
光石 るう（みついし るう）

須藤 愛菜（すどう あいな）

小早川 ユキオ（こばやかわ ユキオ）

羽鳥 悦子（はとり えつこ）

## 単行本
1. 2012年12月22日 ISBN 978-4-7575-3844-3
2. 2013年10月25日 ISBN 978-4-7575-4116-0